# 杉木信章
杉木 信章（すぎき のぶあき、1962年10月30日 - ）はVFXプロデューサー、またはVFXスーパーバイザー、日本映像クリエイティブ取締役。東京都出身。

## 来歴
にっかつ芸術学院卒業後、ちゃんねる16（現日本映像クリエイティブ）に入社。

## 代表作

### テレビ
- 2003年 - 超星神グランセイザー
- 2004年 - 幻星神ジャスティライザー
- 2005年 - 超星艦隊セイザーX
- 2008年 - 東京ゴースト・トリップ - VFX

### 映画
- 1994年 - ゴジラvsスペースゴジラ - オプチカルエフェクト
- 1995年 - ゴジラvsデストロイア - フォトグラフィックエフェクト
- 1999年 - ガメラ3 邪神覚醒 - テクニカルコーディネーター
- 2000年 - 十三番目の人格 ISOLA - ビジュアル・エフェクト
- 2000年 - ホワイトアウト - デジタルエフェクト
- 2000年 - ゴジラ×メガギラス G消滅作戦
- 2001年 - ゴジラ・モスラ・キングギドラ 大怪獣総攻撃
- 2001年 - コンセント - ビジュアルエフェクト
- 2002年 - ゴジラ×メカゴジラ
- 2003年 - バトル・ロワイアルII 鎮魂歌
- 2004年 - スウィングガールズ